# Parc national de Bandingilo
Le parc national de Bandingilo (anglais : Bandingilo National Park) est un parc national situé dans l'état de l'Équatoria-Central au Soudan du Sud. Il a obtenu le statut de parc national en 1986.